# تسانتس
تسانتس (به اسپانیایی: Tosantos) یک شهرستان در اسپانیا است که در کاستیا و لئون واقع شده‌است.

## خصوصیات
تسانتس ۵ کیلومترمربع مساحت و ۶۰ نفر جمعیت دارد و ۸۱۸ متر بالاتر از سطح دریا واقع شده‌است.